# سيلفيستر فاريلا

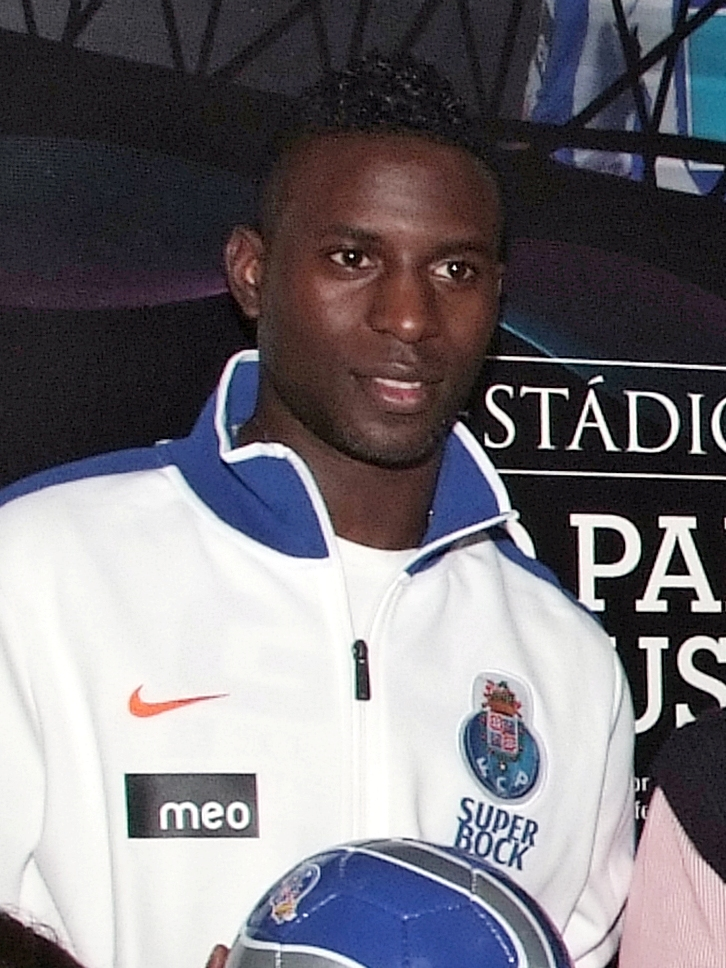

سيلفيستر مانويل غونشالفيز فاريلا (بالبرتغالية: Custódio Miguel Dias Castro‏) الشهير باسم كوستوديو (مواليد 2 فبراير 1985 في ألمادا، البرتغال) لاعب كرة قدم برتغالي يجيد اللعب في مركز الجناح ويلعب حاليا في نادي بورتو البرتغالي منذ 2009.

## روابط خارجية
- سيلفيستر فاريلا على موقع الاتحاد الدولي (مؤرشف)  (الإنجليزية)
- سيلفيستر فاريلا على موقع الاتحاد الأوربي (الإنجليزية)
- سيلفيستر فاريلا على موقع اتحاد تركيا (لاعب) (الإنجليزية)
- سيلفيستر فاريلا على موقع قاعدة بيانات كرة القدم.إي يو (الإنجليزية)
- سيلفيستر فاريلا على موقع ناشيونال فوتبول تيمز (الإنجليزية)
- سيلفيستر فاريلا على موقع Soccerbase.com (لاعب) (الإنجليزية)
- سيلفيستر فاريلا على موقع Soccerway.com (الإنجليزية)
- سيلفيستر فاريلا على موقع عالم كرة القدم.نت (الإنجليزية)
- سيلفيستر فاريلا على موقع AS.com (الإسبانية)